# Powiatowa lady Makbet (film)
Powiatowa lady Makbet (Sibirska Ledi Magbet) – film produkcji jugosłowiańsko-polskiej w reżyserii Andrzeja Wajdy, zrealizowany według opowiadania Powiatowa lady Makbet Nikołaja Leskowa.

## Treść
Rosja XIX wiek. Katarzyna Izmajłowa, nieszczęśliwa w małżeństwie z dużo starszym od siebie mężczyzną nawiązuje romans z parobkiem Siergiejem. Oboje dokonują serii zbrodni, najpierw trując teścia, a w końcu pozbawiając życia męża Katarzyny. Kolejną ofiarą jest mały Fiedja - spadkobierca majątku męża, którego Katarzyna własnoręcznie dusi. Ostatecznie oboje zostają aresztowani i skazani na katorgę. Podczas podróży na zesłanie Siergiej zdradza Katarzynę z Sonietką. Wówczas Katarzyna strąca rywalkę do Wołgi i topi się wraz z nią.

## Obsada
- Olivera Marković – Katarzyna Izmajłowa
- Ljuba Tadić – Sergiej
- Miodrag Lazarević – Zinowij Izmajłow
- Bojan Stupica – Borys Izmajłow, teść Katarzyny
- Branka Petrić – ciotka
- Ingrid Lotarijus – Sonietka
- Dragomir Bojanić – Prystaw
- Vladimir Kenig – Fiedia
- Kapitalina Erić – kucharka Aksinia
- Spela Rozin

## Nagrody i wyróżnienia
- 1962 - Aleksander Sekulović Pula (FF Jugosłowiańskich) - nagroda za zdjęcia
- 1962 - Olivera Markowić Pula (FF Jugosłowiańskich) - nagroda aktorska